# Tucma tucumana
Tucma tucumana är en tvåvingeart som beskrevs av Mourgues-schurter 1987. Tucma tucumana ingår i släktet Tucma och familjen hoppflugor. Inga underarter finns listade i Catalogue of Life.